# Silverblåvinge
Silverblåvinge, Polyommatus amandus, är en fjärilsart i familjen juvelvingar. Vingspannet varierar mellan 31 och 36 millimeter, på olika individer.

## Utseende

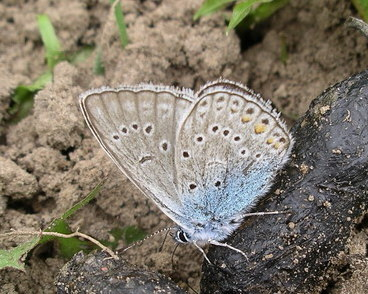
Vingarnas undersida.

Hos hanen är ovansidan blå med mörkbruna kanter och hos honan i stort sett brun. Båda könen har en ljusbrun eller gråbrun undersida med svarta och orange fläckar, de orange främst längs vingkanterna. Larven är grön med ljusa längsgående ränder och den blir upp till 25 millimeter lång.

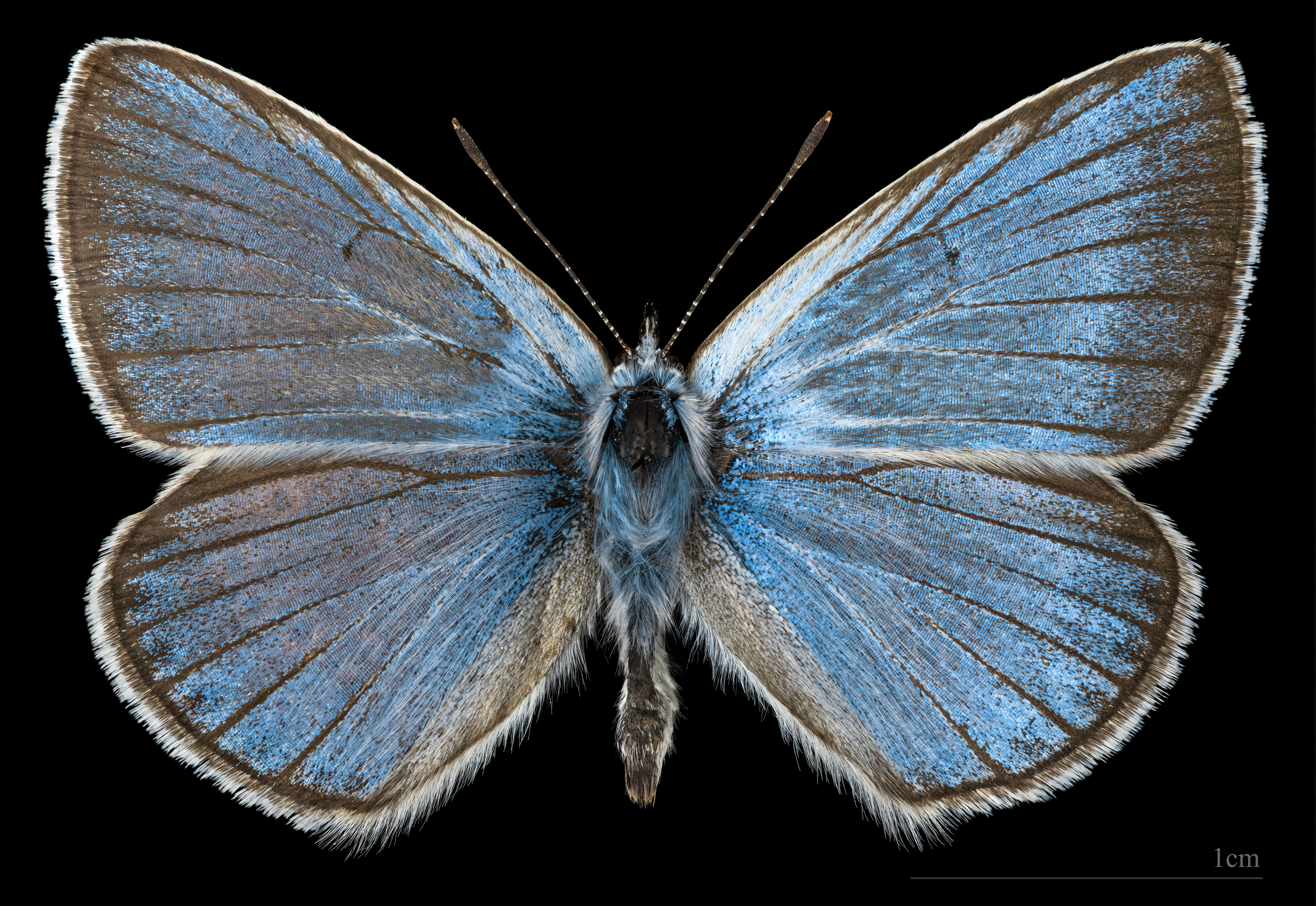
Polyommatus amandus ♂
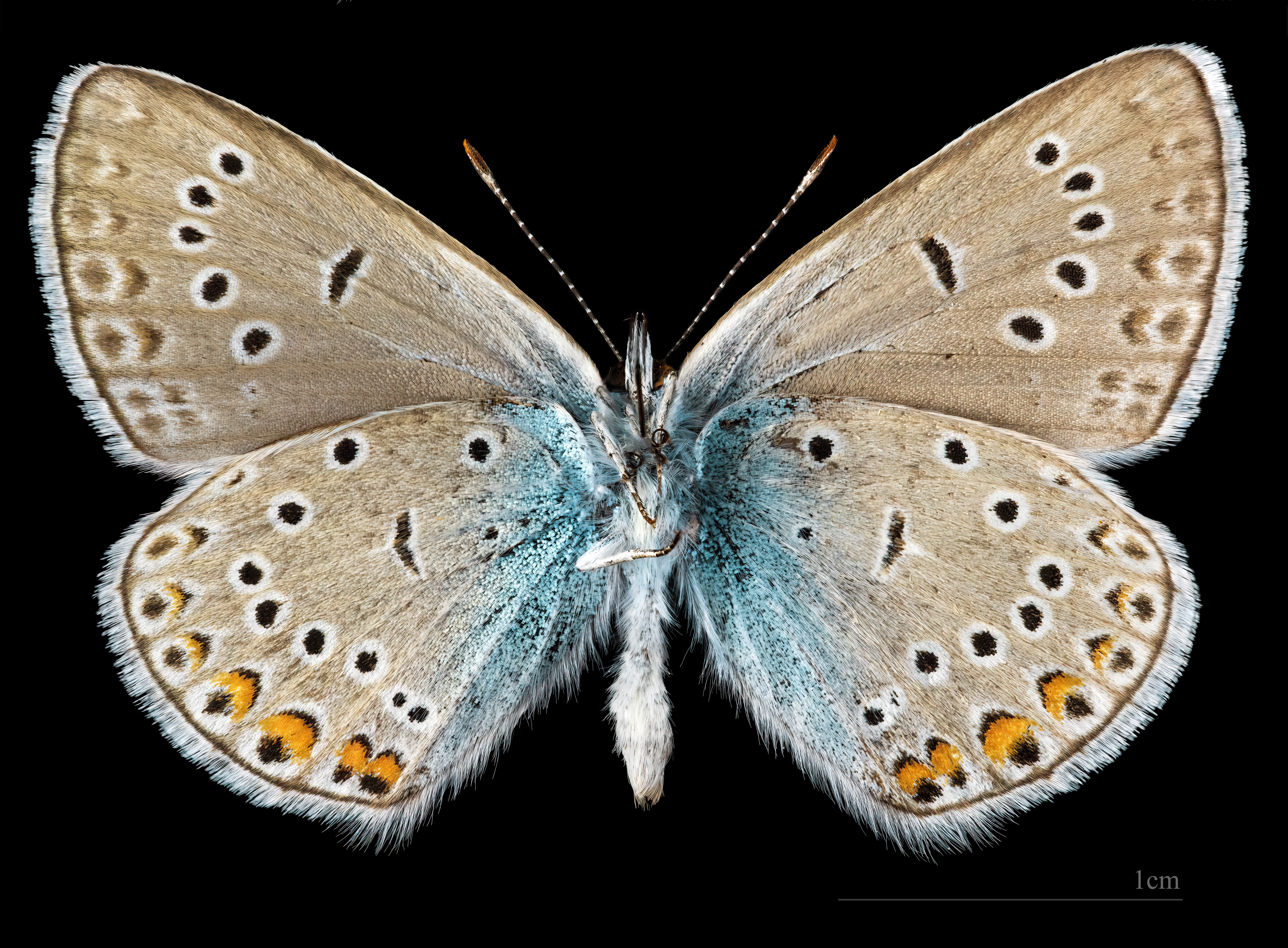
Polyommatus amandus ♂ △

## Levnadssätt
Värdväxter, de växter larven äter av och lever på, är olika ärtväxter, bland annat kråkvicker och gulvial.
Larverna vårdas av myror i släktena Tapinoma, Lasius, Myrmica och Formica.
Flygtiden, den period när fjärilen är fullvuxen, imago, infaller i juni-juli. Silverblåvingens habitat, miljön den lever i, är blomsterängar.

## Utbredning
Silverblåvingens utbredningsområde är i stort sett den palearktiska regionen. I Norden förekommer den i Danmark, sydöstligaste Norge, Finland samt i Sverige upp till Värmland och Hälsingland, dock längre norrut längs kusten. I Finland finns den i hela landet upp till 67° N. I Norge finns den i södra och östra delarna av landet, medan den finns i hela Danmark utom Fyn, Langeland, Lolland och Bornholm.